# رون غويدري
رون غويدري (بالإنجليزية: Ron Guidry)‏ هو لاعب كرة قاعدة أمريكي، ولد في 28 أغسطس 1950 في لافاييت في الولايات المتحدة.

## وصلات خارجية
- رون غويدري على موقع دوري كرة القاعدة الرئيسي (الإنجليزية)
- رون غويدري على موقعبيزبول رفرنس.كوم (الدوري الرئيسي) (الإنجليزية)
- رون غويدري على موقعبيزبول رفرنس.كوم (الدوري الثانوي) (الإنجليزية)
- رون غويدري على موقع إي إس بي إن.كوم (أم.أل.بي) (الإنجليزية)
- رون غويدري على موقع مشجعي الرسوم البيانية (الإنجليزية)
- رون غويدري على موقع قاعة لويزيانا للمشاهير الرياضية (الإنجليزية)
- رون غويدري على موقع إن إن دي بي (الإنجليزية)